# Henry Degenkolb
Henry J. Degenkolb (1913 — 9 de dezembro de 1989) foi um engenheiro estadunidense.